# Edi Rupić
Edi Rupić je nogometni trener. Trenira uglavnim klubove s juga Hrvatske. Jedno vrijeme bio je trener RNK Split, a potom je duže vremena trener NK Solin.